# Bósó

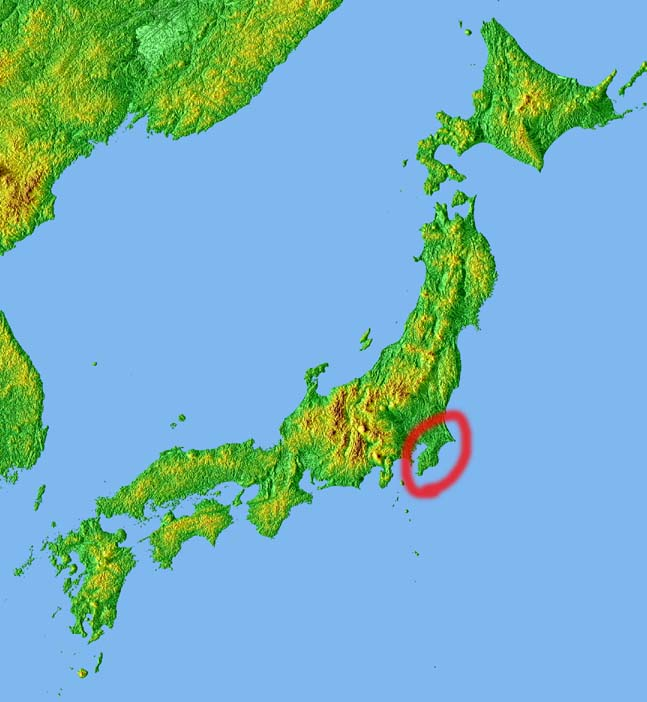
Bósó na mapě Japonska

Satelitní snímek poloostrova Bósó

Poloostrov Bósó (japonsky: 房総半島, Bósó-hantó) je poloostrov v prefektuře Čiba na největším japonském ostrově Honšú. Tvoří východní okraj Tokijské zátoky a odděluje ji od Tichého oceánu.
Většina území poloostrova je hornatá, některé části dosahují výšky 400 m nad mořskou hladinou. Zatímco západní část poloostrova je vysoce urbanizovaná (hlavně kolem města Kisarazu), ostatní pobřežní nížiny a vnitrozemská říční údolí jsou většinou využívána k pěstování rýže.
Tokio Wan Aqua-Line, částečně most a částečně tunel přes Tokijskou zátoku, spojuje Kisarazu s Kawasaki v prefektuře Kanagawa.
Název poloostrova je odvozen z názvů provincií, které se na něm dříve rozkládaly: Awa (安房) přispěla prvním znakem, zatímco Kazusa　(上総) a Šimósa (下総) přispěly druhým znakem.